# Pohjalampi (sjö i S:t Michel, Södra Savolax)
Pohjalampi är en sjö i kommunen S:t Michel i landskapet Södra Savolax i Finland. Arean är 39 hektar och strandlinjen är 2,85 kilometer lång. Sjön  ingår i Kymmene älvs huvudavrinningsområde.   Den ligger omkring 52 kilometer norr om S:t Michel och omkring 250 kilometer nordöst om Helsingfors. 